# Cesta kolem světa za 80 dní (film, 2004)
Cesta kolem světa za 80 dní (anglicky: Around The World In 80 Days) je americký akční film z roku 2004, který natočil režisér Frank Coraci. Dějově velmi vzdálenou inspirací filmu je francouzský stejnojmenný dobrodružný román Cesta kolem světa za osmdesát dní spisovatele Julese Vernea z roku 1873. Děj je velmi volně převyprávěn mimo jiné tak, aby v něm mohl vyniknout hongkongský herec a mistr bojového umění Jackie Chan. Příběh filmu se od původního knižního díla celkově výrazně liší. Mnohé postavy jako impresionistická malířka Monique Laroche se v knize vůbec nevyskytují. Naopak zcela chybí jiné postavy, jako například mladá indická vdova Aouda, kterou Phileas Fogg a Passepartout v románu zachrání před upálením na pohřební hranici mahárádži, jejího manžela. Ve filmu se objevují stroje steampunkového designu. Délka filmu činí 116 minut.

## Obsazení
| Jackie Chan           | Passepartout / Lau Xing     |
| Steve Coogan          | Phileas Fogg                |
| Cécile de France      | Monique Laroche             |
| Robert Fyfe           | Jean Michel                 |
| Jim Broadbent         | Lord Kelvin                 |
| Ian McNeice           | plukovník Kitchener         |
| David Ryall           | Lord Salisbury              |
| Roger Hammond         | Lord Rhodes                 |
| Adam Godley           | pan Sutton                  |
| Karen Mok             | Generál Fang                |
| Daniel Hinchcliffe    | anglický komorník           |
| Wolfram Teufel        | belgický hodnostář          |
| Howard Cooper         | 1. akademik                 |
| Tom Strauss           | 2. akademik                 |
| Kit West              | 3. akademik                 |
| Ewen Bremner          | Inspektor Fix               |
| Patrick Paroux        | francouzský pokladník       |
| Perry Andelin Blake   | Vincent van Gogh            |
| Arnold Schwarzenegger | princ Hapi                  |
| Rob Schneider         | vagabund ze San Francisca   |
| Owen Wilson           | Wilbur Wright               |
| Luke Wilson           | Orville Wright              |
| Kathy Bates           | Viktorie (britská královna) |
| Karen Joy Morris      | Fang                        |
| Mark Addy             | kapitán parníku             |
| Richard Branson       | vzduchoplavec               |
| John Cleese           | prošedivělý seržant         |
| Will Forte            |                             |
| Macy Gray             | spící Francouzka            |
| Daniel Wu             | Bak Mei                     |
| Frank Coraci          | rozzlobený chodec           |
| Maggie Q              | agentka                     |
| Sammo Hung            | Wong Fei Hung               |